# Clinodiplosis pyricola
Clinodiplosis pyricola är en tvåvingeart som beskrevs av Nordlinger 1855. Clinodiplosis pyricola ingår i släktet Clinodiplosis och familjen gallmyggor.
Artens utbredningsområde är Tyskland. Inga underarter finns listade i Catalogue of Life.